# Les Pays-d'en-Haut
Les Pays-d’en-Haut (AFI: [lɛpɛidɑ̃’o], significando los Países de en lo Alto en francés) son un municipio regional de condado (MRC) de la provincia de Quebec en Canadá. Está ubicado en la región de Laurentides. La capital y ciudad más poblada del MRC es Sainte-Adèle.

## Geografía

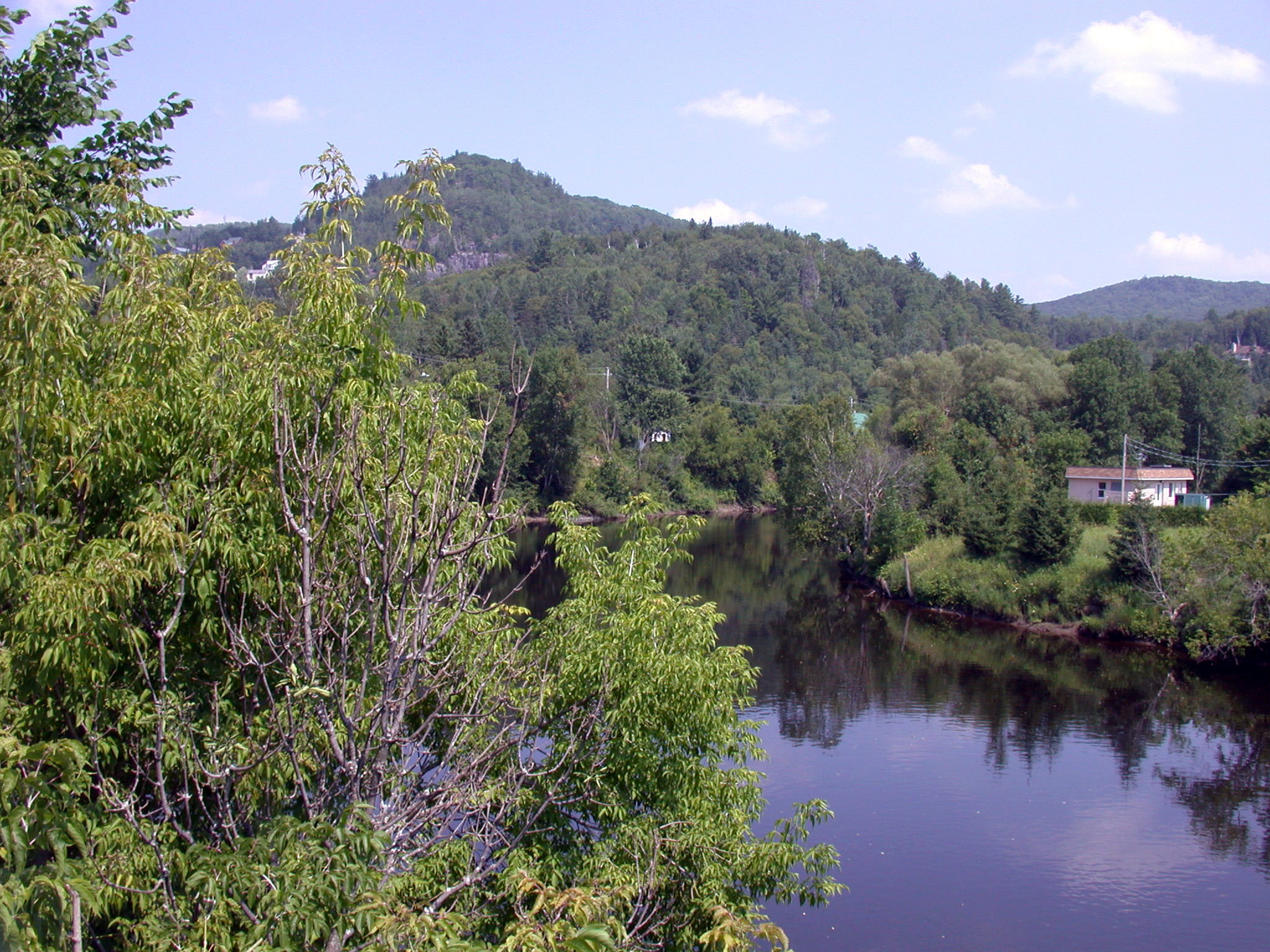
Rivière du Nord en Piedmont

El MRC de Les Pays-d’en-Haut está ubicado en la parte sur del macizo de los Laurentides, por la rivière du Nord (río del Norte). Este MRC está ubicado entre los MRC de Les Laurentides al noroeste, de Matawinie al noreste, de La Rivière-du-Nord al sureste, y de Argenteuil al sur.

## Historia

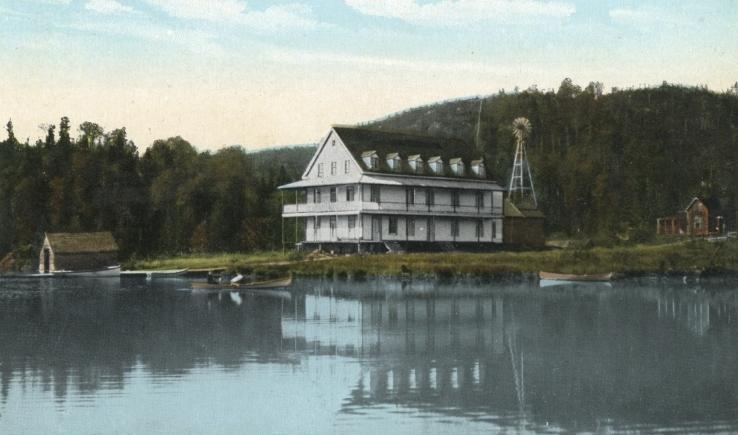
Lac-des-Seize-Îles en 1910

El nombre de Pays-d'en-Haut fue utilizado durante los siglos XVII y XVIII para los exploradores y Corredores de bosques para designar las regiones en la cuenta de los Grandes Lagos. Durante el siglo XIX, este nombre fue empleado para el parte del Escudo Canadiense al norte de Montreal, que fue colonizada bajo la dirección del cura Antoine Labelle entre 1870 y 1890. Esta expresión se ha vuelta popular a causa de la obra Les Belles Histoires des pays d'en haut de Claude-Henri Grignon, que fue nació en Sainte-Adèle. El topónimo fue oficializado en 1983, cuando el MRC fue creado. El cura Antoine Labelle de Saint-Jérôme dirige la colonización de los territorios al norte de Saint-Jérôme entre 1870 y 1890. El MRC de Les Pays-d’en-Haut fue creado en enero de 1983. Fue creado a partir de partes de los antiguos condados de Argenteuil, Montcalm y Terrebonne.

## Política
El MRC hace parte de las circunscripciones electorales de Argenteuil y de Bertrand a nivel provincial. A nivel federal, las circunscripciones electorales son Argenteuil-Mirabel y Laurentides-Labelle.

## Población
Según el Censo de Canadá de 2011, había 40 331 personas residiendo en este MRC con una densidad de población de 58,8 hab./km². El aumento de población fue de 10,3 % entre 2006 y 2011. Aproximadamente 17 000 otras personas viven en un chalé o una segunda residencia en el MRC.

## Economía
La estructura económica regional se funda sobre el turismo y el veraneo, incluyendo los deportes de invierno y deportes náuticos.

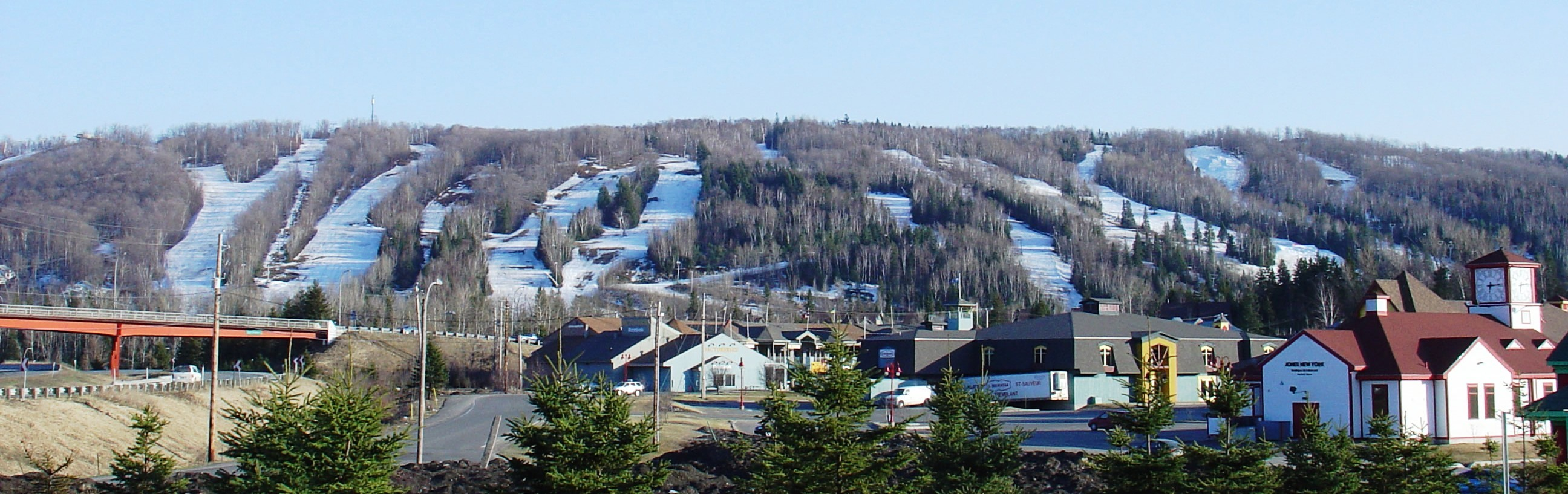
Esquí en Saint-Sauveur

## Componentes
Hay 10 municipios en el MRC.
| Código | Nombre                          | Tipo      | Fecha de constitución | Área total (km²) | Área agua (km²) | Área tierra (km²) | Población 2013 | Densidad (hab./km²) |
| ------ | ------------------------------- | --------- | --------------------- | ---------------- | --------------- | ----------------- | -------------- | ------------------- |
| 77011  | Estérel                         | Ciudad    | 01.01.2006            | 16,2             | 4,2             | 12,0              | 208            | 17,3                |
| 77012  | Sainte-Marguerite-du-Lac-Masson | Ciudad    | 17.10.2001            | 98,7             | 6,1             | 92,6              | 2804           | 30,3                |
| 77022  | Sainte-Adèle                    | Ciudad    | 27.08.1997            | 125,3            | 4,4             | 120,9             | 12 485         | 103,3               |
| 77030  | Piedmont                        | Municipio | 22.09.1923            | 24,7             | 0,3             | 24,4              | 2914           | 119,4               |
| 77035  | Sainte-Anne-des-Lacs            | Parroquia | 28.03.1946            | 27,5             | 2,7             | 24,8              | 3499           | 141,1               |
| 77043  | Saint-Sauveur                   | Ciudad    | 11.09.2002            | 50,2             | 2,4             | 47,8              | 10 177         | 212,9               |
| 77050  | Morin-Heights                   | Municipio | 01.07.1855            | 59,4             | 2,9             | 56,5              | 3994           | 70,7                |
| 77055  | Lac-des-Seize-Îles              | Municipio | 19.02.1914            | 13,3             | 4,2             | 9,1               | 223            | 24,6                |
| 77060  | Wentworth-Nord                  | Municipio | 01.01.1958            | 172,4            | 14,0            | 158,4             | 1494           | 9,4                 |
| 77065  | Saint-Adolphe-d’Howard          | Municipio | 01.01.1883            | 149,7            | 10,7            | 139,0             | 3753           | 27,0                |
| 770    | Les Pays-d’en-Haut              | MRC       | 01.01.1983            | 737,4            | 52,0            | 685,4             | 41 551'        | 60,6                |